# Régis Laconi

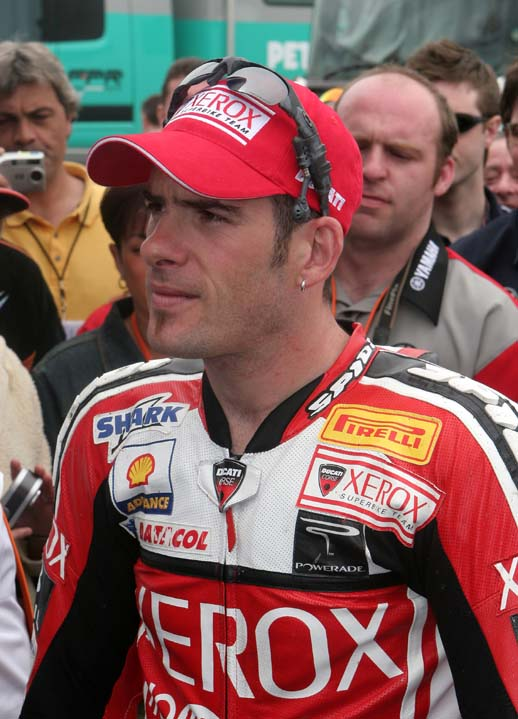
Régis Laconi (2005)

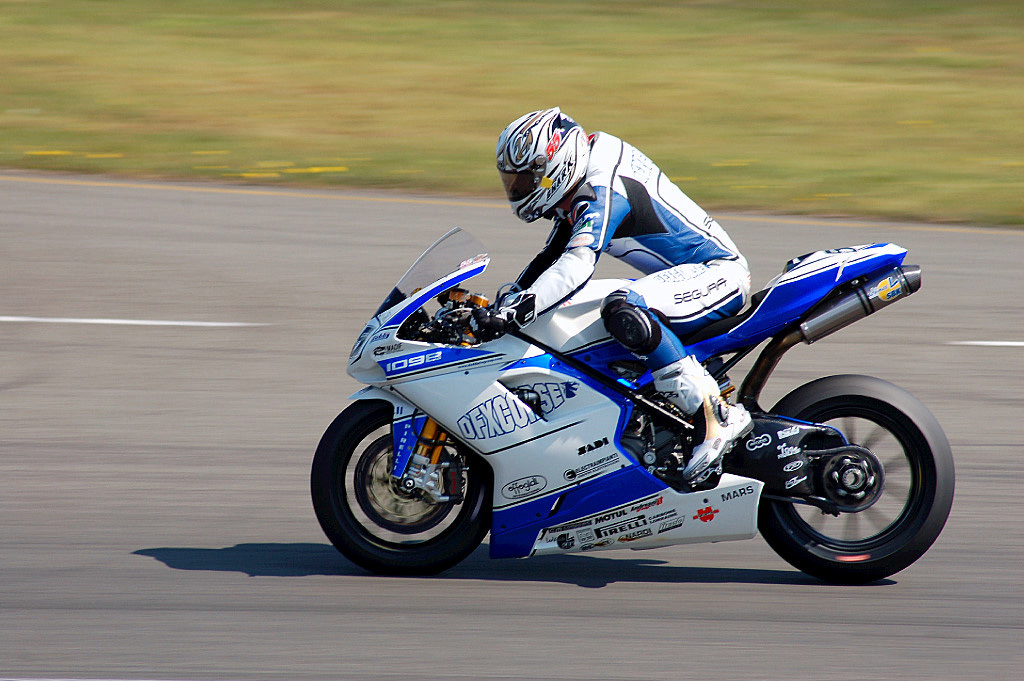
Laconi 2009 in Assen auf Ducati

Régis Laconi (* 8. Juli 1975 in Saint-Dizier, Département Haute-Marne) ist ein ehemaliger französischer Motorradrennfahrer.
Régis Laconi ist Sohn eines italienischen Vaters und einer französischen Mutter. Er wurde 1994 Europameister in der 250-cm³-Klasse und startete lange in der Superbike-Weltmeisterschaft, unter anderem für das Ducati-Werksteam.

## Karriere

### Anfänge
Régis Laconi begann seine Karriere im Jahr 1991 in der französischen 125-cm³-Meisterschaft. Im darauf folgenden Jahr konnte er den Titel in der 250er-Klasse gewinnen. Im Jahr 1994 wurde Laconi Europameister in der 250-cm³-Klasse.

### Motorrad-Weltmeisterschaft
Laconi absolvierte seinen ersten Grand Prix in der Motorrad-Weltmeisterschaft bereits im Jahr 1992 als Wildcard-Pilot beim Lauf in Frankreich in der 125-cm³-Klasse. In den Saisons 1995 und 1996 startete er permanent in der 250-cm³-Klasse auf Honda, ohne dabei vorzeigbare Resultate zu erzielen.
Im Jahr 1997 wechselte Laconi in die 500-cm³-Weltmeisterschaft, wo er im Team Tecmas Honda ELF eine V2-Honda pilotierte. Aufgrund einer Verletzung nahm er nur an 11 der 15 Rennen teil, im Gesamtklassement belegte er mit 52 Punkten Rang 14. Zwischen 1998 und 2000 fuhr Régis Laconi im Team Red Bull Yamaha WCM von Peter Clifford eine Yamaha. Beim Grand Prix von Valencia im Jahr 1999 konnte er den einzigen Sieg seiner Karriere in der Motorrad-WM feiern. In diesen Jahren belegte er die Ränge zehn, elf und zwölf im WM-Klassement.
In der Saison 2002 bestritt der Franzose seine bisher letzte Saison in der Motorrad-WM. Er pilotierte in der neu geschaffenen MotoGP-Klasse im Aprilia-Werksteam einen Aprilia-RS-Cube-Viertakter. Mit zwei achten Plätzen als beste Resultate belegte er mit 33 Punkten WM-Rang 19.

### Superbike-Weltmeisterschaft
In der Saison 2001 machte Laconi den ersten Ausflug in die Superbike-WM, wo er eine Aprilia-RSV-1000-Werksmaschine pilotierte. Er belegte mit 152 Punkten Rang elf der WM. Trotz eines Laufsieges in Imola konnte er nicht mit den Leistungen von Teamkollegen Troy Corser mithalten.
Zur Saison 2003 kehrte Régis Laconi in die Superbike-WM zurück und fuhr im Ducati-Kundenteam Caracchi NCR Nortel Networks. Mit fünf Podiumsplatzierungen, 267 Punkten und Rang vier im Gesamtklassement empfahl er sich für einen Platz auf der Werksmaschine im nächsten Jahr.
2004 und 2005 bildete er dann, zusammen mit dem Briten James Toseland, das Ducati-Werksteam. Im ersten Jahr waren die Ducati 999 überlegen, die WM wurde erst im letzten Rennen in Magny-Cours zwischen den beiden zu Gunsten von Toseland entschieden. Laconi verspielte den Titel vor allem in der ersten Saisonhälfte durch einige Stürze. In der zweiten Saison hatten die japanischen Vierzylinder von Suzuki und Honda aufgeholt. Der Franzose stürzte wiederum mehrmals und verletzte sich so schwer, dass er an mehreren Rennen nicht teilnehmen konnte und vom Italiener Lorenzo Lanzi ersetzt wurde. In der WM belegte er nur Rang sechs und sein Vertrag wurde nicht verlängert. Insgesamt erreichte Régis Laconi in den beiden Jahren als Ducati-Werkspilot in 38 Rennen zehn Siege, 22 Podien und sechs Pole-Positionen.
Zur Saison 2006 wechselte Laconi zu Kawasaki ins Team PSG-1 Kawasaki Corse. Mit 103 Punkten erreichte er Rang 15 in der WM-Gesamtwertung. Auch 2007 startete Laconi für Kawasaki in der Superbike-Weltmeisterschaft. Nach zahlreichen Renn-Stürzen am Saisonbeginn kämpfte er im gesamt Saisonverlauf nur um Platzierungen im Mittelfeld. Dem Franzosen gelang kein einziger Podiumsplatz, mit 137 Zählern wurde er WM-Zehnter. 2008 verlief für Régis Laconi nicht erfolgreicher als die beiden Vorjahre, die Kawasaki ZX-10R war den Werksmaschinen der Konkurrenz weiterhin unterlegen, weshalb der Franzose selbst um Platzierungen unter den besten zehn hart kämpfen musste. Laconi wurde mit 61 Zählern WM-16., stellte seinen japanischen Teamkollegen Makoto Tamada, immerhin zweifacher Grand-Prix-Sieger, damit aber klar in den Schatten.
Zur Saison 2009 wechselte Régis Laconi zum italienischen Privatteam DFX Corse, wo er eine Ducati 1098R pilotiert. Bereits bei der ersten Saisonveranstaltung im australischen Phillip Island zeigte der kahlköpfige Franzose mit den Rängen sieben und fünf einen klaren Aufwärtstrend. In Valencia qualifizierte sich der Franzose für den zweiten Startplatz und beendete beide Läufe auf Rang vier.
Am 15. Mai 2009 stürzte Laconi im ersten Training zum Südafrika-Lauf in Kyalami schwer und schlug mit dem Kopf hart auf den Boden auf. Der Franzose brach sich dabei den dritten und den fünften Halswirbel und zog sich eine Lungenquetschung sowie schwere Prellungen zu. Er konnte jedoch nach dem Sturz seine Gliedmaßen bewegen und erlitt auch keine neurologischen Schäden. Régis Laconi wurde ins Sunninghill Hospital in Johannesburg geflogen, auf eine Operation wurde zunächst verzichtet. Am 19. Mai 2009 wurde er in Johannesburg erfolgreich operiert. Régis Laconi sollte noch bis Ende Mai in Südafrika bleiben, danach wurde er in eine Spezialklinik nach Paris gebracht. Nach Meinung der Ärzte wird der Franzose keine bleibenden Schäden davontragen. Seit dem 5. Juni erholt sich Laconi zu Hause in Aix-en-Provence und hat bereits wieder leichtes Schwimm- und Motorradtraining aufgenommen.

## Ergebnisse
- 1992 – Motorrad-WM – 125-cm³-Klasse, Honda, 0 Punkte
- 1994 – Motorrad-EM – 250-cm³-Klasse, Yamaha, Meister
- 1995 – Motorrad-WM – 250-cm³-Klasse, Honda, 27. Platz, 4 Punkte
- 1996 – Motorrad-WM – 250-cm³-Klasse, Honda, 15. Platz, 43 Punkte
- 1997 – Motorrad-WM – 500-cm³-Klasse, Tecmas Honda Elf, 14. Platz, 52 Punkte
- 1998 – Motorrad-WM – 500-cm³-Klasse, Red Bull Yamaha WCM, 10. Platz, 86 Punkte
- 1999 – Motorrad-WM – 500-cm³-Klasse, Red Bull Yamaha WCM, 11. Platz, 103 Punkte (1 Sieg, 2 Podien, 1 Pole-Position)
- 2000 – Motorrad-WM – 500-cm³-Klasse, Red Bull Yamaha WCM, 12. Platz, 106 Punkte
- 2001 – Superbike-WM, Aprilia Axo, 11. Platz, 152 Punkte (1 Sieg)
- 2002 – Motorrad-WM – MotoGP-Klasse, MS Aprilia Racing, 19. Platz, 33 Punkte
- 2003 – Superbike-WM, Caracchi NCR Nortel Network, 4. Platz, 267 Punkte (5 Podien, 1 Pole-Position, 2 schnellste Rennrunden)
- 2004 – Superbike-WM, Ducati Fila, 2. Platz, 327 Punkte (7 Siege, 14 Podien, 5 Pole-Positionen, 7 schnellste Rennrunden)
- 2004 – AMA Superbike Championship, 39. Platz, 2 Rennen, 52 Punkte
- 2005 – Superbike-WM, Ducati Xerox, 6. Platz, 15 Rennen, 221 Punkte (3 Siege, 8 Podien, 1 Pole-Position, 2 schnellste Rennrunden)
- 2006 – Superbike-WM, PSG-1 Kawasaki Corse 2, 15. Platz, 103 Punkte
- 2007 – Superbike-WM, PSG-1 Kawasaki Corse, 10. Platz, 137 Punkte
- 2008 – Superbike-WM, PSG-1 Kawasaki Corse, 16. Platz, 61 Punkte
- 2009 – Superbike-WM, DFX Corse, 15. Platz, 77 Punkte

## Verweise